# Юніон-Сіті (Теннессі)
Юніон-Сіті (англ. Union City) — місто (англ. city) в США, в окрузі Обіон штату Теннессі. Населення — 11 170 осіб (2020).

## Географія
Юніон-Сіті розташований за координатами 36°25′32″ пн. ш. 89°2′46″ зх. д. / 36.42556° пн. ш. 89.04611° зх. д. (36.425672, -89.046053).  За даними Бюро перепису населення США в 2010 році місто мало площу 30,93 км², з яких 30,91 км² — суходіл та 0,02 км² — водойми.

## Демографія
Згідно з переписом 2010 року, у місті мешкало 10 895 осіб у 4627 домогосподарствах у складі 2848 родин. Густота населення становила 352 особи/км².  Було 5095 помешкань (165/км²).
Расовий склад населення:
| - 71,1 % — білих - 23,7 % — чорних або афроамериканців - 0,4 % — азіатів - 0,2 % — корінних американців - 0,1 % — вихідців з тихоокеанських островів - 2,9 % — осіб інших рас |

До двох чи більше рас належало 1,7 %. Частка іспаномовних становила 5,2 % від усіх жителів.
За віковим діапазоном населення розподілялося таким чином: 23,4 % — особи молодші 18 років, 59,7 % — особи у віці 18—64 років, 16,9 % — особи у віці 65 років та старші. Медіана віку мешканця становила 39,3 року. На 100 осіб жіночої статі у місті припадало 86,0 чоловіків;  на 100 жінок у віці від 18 років та старших — 83,2 чоловіків також старших 18 років.
Середній дохід на одне домашнє господарство  становив 48 493 долари США (медіана — 35 698), а середній дохід на одну сім'ю — 57 602 долари (медіана — 42 273). Медіана доходів становила 38 650 доларів для чоловіків та 30 426 доларів для жінок. За межею бідності перебувало 28,1 % осіб, у тому числі 41,2 % дітей у віці до 18 років та 12,1 % осіб у віці 65 років та старших.
Цивільне працевлаштоване населення становило 3923 особи. Основні галузі зайнятості: освіта, охорона здоров'я та соціальна допомога — 22,5 %, виробництво — 20,4 %, роздрібна торгівля — 14,0 %, мистецтво, розваги та відпочинок — 12,3 %.